# 鳥羽市立鳥羽小学校
鳥羽市立鳥羽小学校（とばしりつとばしょうがっこう）は、三重県鳥羽市堅神町にある、公立小学校。1873年（明治6年）に大里学校として開校した、鳥羽市で最も歴史の長い学校である。学校の通称は鳥羽小。2019年（令和元年）5月1日現在の児童数は11学級176人で、市内では鳥羽市立安楽島小学校に次いで2番目に多い。
2008年（平成20年）まで使用していた旧校舎は日本の登録有形文化財として保存されている。

## 歴史

### 開校前史「藩校から小学校へ」（1824-1873）
江戸時代末の鳥羽藩では、5代藩主・稲垣長剛が文政7年（1824年）に藩校「尚志館」を鳥羽城二の丸と陸続きの鍋ヶ崎に開校した。規定上は庶民の入学も可能であったが、実際には庶民の入学はほとんどなく、藩士の子弟の教育の場であった。
版籍奉還後も尚志館は存続し、明治3年10月5日（グレゴリオ暦：1872年10月29日）には「小学校」を併設して8歳になる子供を入学させ庶民の入学を認めた。併設の小学校は午前に四書五経の素読、午後に珠算を教授し、その合間で習字を行わせたが、やはり児童は武士の子供だけであった。明治4年3月（グレゴリオ暦：1873年4月）には武道を排して三計塾を併設し、勉学の奨励を行った。しかし鳥羽藩を引き継いだ鳥羽県が度会県に統合されることになり、明治5年4月18日（グレゴリオ暦：1872年5月24日）にすべての土地と人民を度会県に引き渡すことになったため、尚志館・小学校・三計塾はすべて閉鎖した。
明治5年5月1日（グレゴリオ暦：1872年6月6日）、尚志館に代わる教育機関として鳥羽の有志が常安寺の学寮を借り受けて日新塾を開き、子供たちに教育を施した。この私塾も一部の子弟のみが通う学校であり、学制発布に伴う新教育制度への移行のため、1873年（明治6年）2月1日に閉鎖した。

### 開校「大里学校から鳥羽尋小へ」（1873-1894）

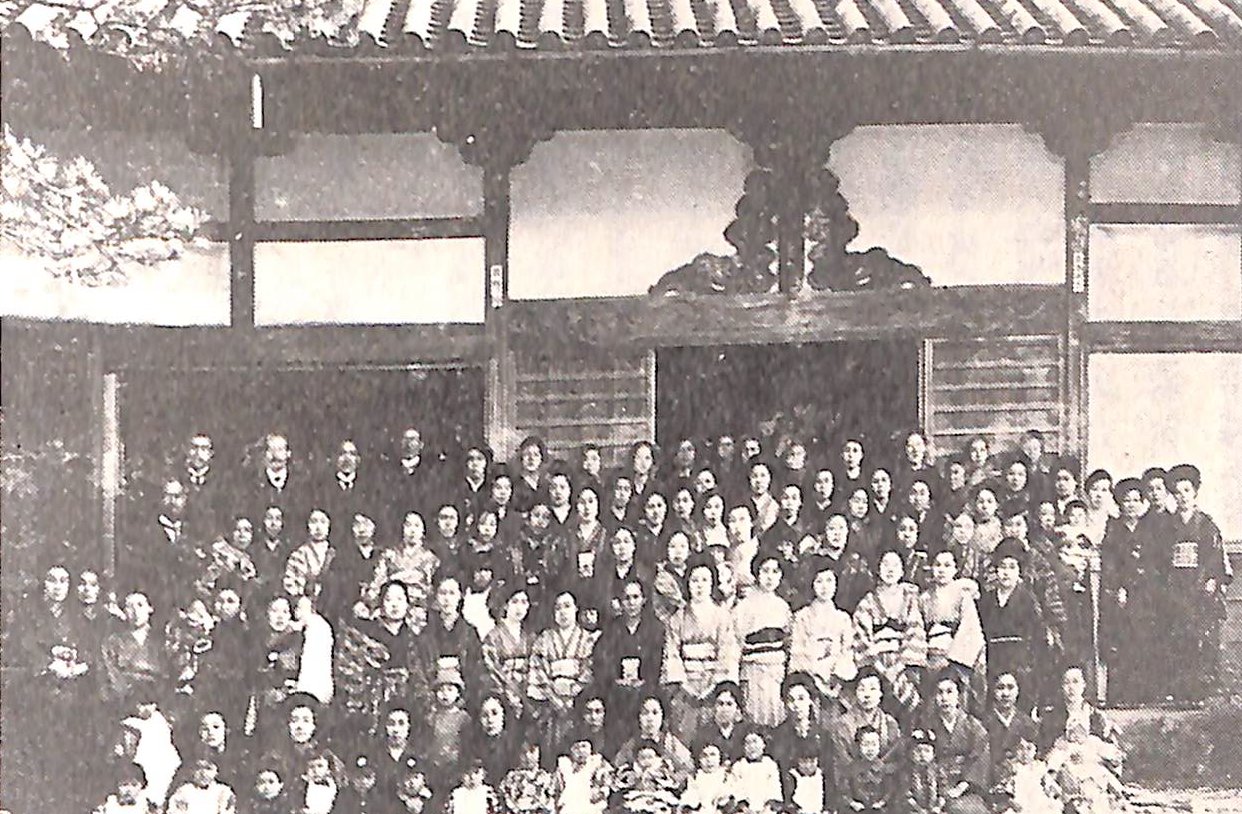
大里学校（来迎寺）

日新塾の閉鎖と同時に、学制に則った学校を創立すべく、鳥羽藩最後の藩主・稲垣長敬、元藩士・近藤真琴らの出資により「鳥羽聯合小学校」を設立することになり、慶林寺に大里学校を開校し、藤之郷（現・鳥羽四丁目）の善昌庵に支校を設置した。大里学校には1873年（明治6年）5月に宮崎郷学校（現・神宮文庫）の分校を開設し、14歳以上の者に英学を教授した。しかし宮崎郷学校の分校は、度会県の命令で同年12月に廃止した。この間、11月20日に正式に設立を願い出て許可されたことから、同日が創立記念日になった。
1874年（明治7年）3月23日、大里学校は児童数増加で手狭となったため、来迎寺と安養寺を購入して校舎に充て、学校費として全住民から毎月2銭を徴収し始めた。それでも収容しきれなくなったため、1875年（明治8年）10月に中之郷学校、12月に藤之郷学校が分離独立した。1876年（明治9年）の秋期試験の結果が残っており、受験生は大里学校が130人（うち合格が80人）、中之郷学校が58人（うち合格が54人）、藤之郷学校が48人（うち合格が43人）であった。1879年（明治12年）6月、大里学校に裁縫科が設置された。1882年（明治15年）3月、大里・中之郷・藤之郷の3校の中等科四級以上を統合して光岳寺に収容し、1883年（明治16年）1月に中之郷・藤之郷の両校を分校、大里学校を本校として鳥羽学校に改称した。続いて1887年（明治20年）3月、鳥羽尋常小学校に改称し、藤之郷分校を廃止した。1890年（明治23年）6月、校舎3棟を改築・落成した。
一方、1888年（明治21年）6月に答志英虞郡高等小学校が藤之郷に開校した。校名の通り、答志・英虞の2郡で唯一の高等小学校（4年制）として設立し、児童数は86人（うち女子は12人）であった。1892年（明治25年）4月、答志英虞郡二一か町村組合高等小学校に改称し、甲賀村・波切村・和具村（いずれも現・志摩市）に分校を開設した。同年9月、組合から磯部村・鵜方村が離脱し、各分校を独立させ、本校であった鳥羽の高等小学校は答志英虞郡一九か町村組合第一高等小学校に改称した。

### 錦町の校舎（1894-1929）

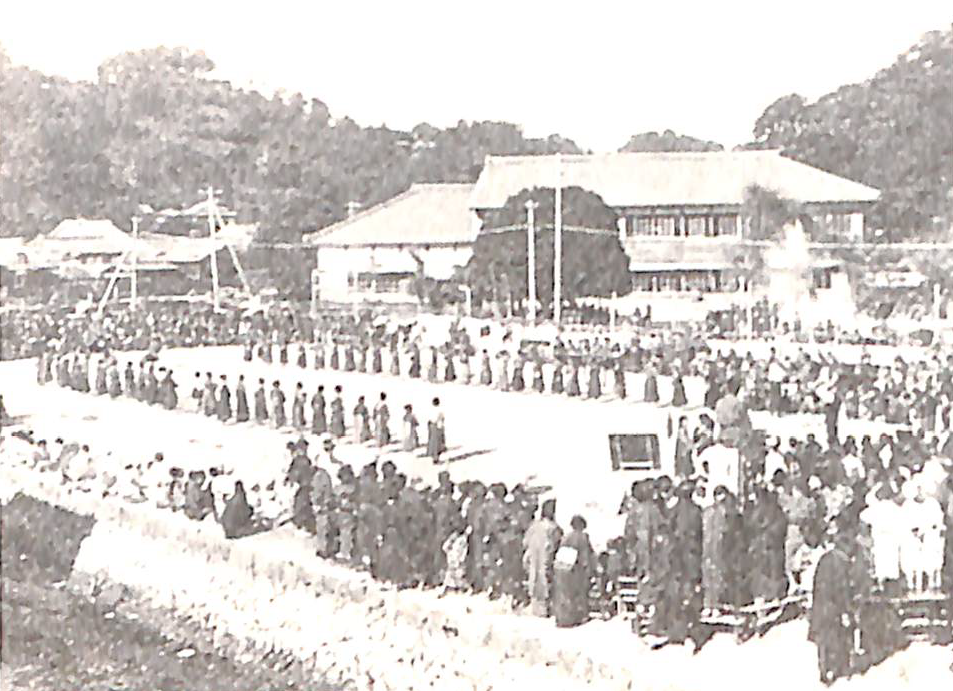
鳥羽尋常高等小学校（1919年）

1894年（明治27年）11月、錦町（現・鳥羽三丁目）に敷地面積948坪（≒3,134 m2）、建築面積490坪（≒1,620 m2）の新校舎が落成し、鳥羽尋常小学校はそこへ移転した。この時、組合第一高等小学校も同じ敷地内に移転した。1896年（明治29年）、答志郡と英虞郡が合併して志摩郡が発足したため、組合第一高等小学校は志摩郡組合立第一高等小学校に改称した。翌1897年（明治30年）4月、第一高等小学校は女子児童を隣接する旧鳥羽町役場庁舎へ移した。
1901年（明治34年）8月、鳥羽尋常小学校は2階建ての校舎を増築し、校長室・応接室・唱歌教室が新設され、1905年（明治38年）3月、校舎を共有していた志摩郡組合立第一高等小学校を廃校にして鳥羽尋常小学校に高等科を開設、鳥羽尋常高等小学校に改称した。1908年（明治41年）4月には堅神尋常小学校（1875年〔明治8年〕9月開校）を統合して堅神分校に改組、1・2年生が通学する分校とした。
1916年（大正5年）1月、校歌を制定し、1922年（大正11年）10月に新校舎を増築、1926年（大正15年）に青年訓練所を併設した。この間、校舎の老朽化と教室不足が課題となり、新校舎の建設が議論された。

### 城山の校舎（1929-2008）

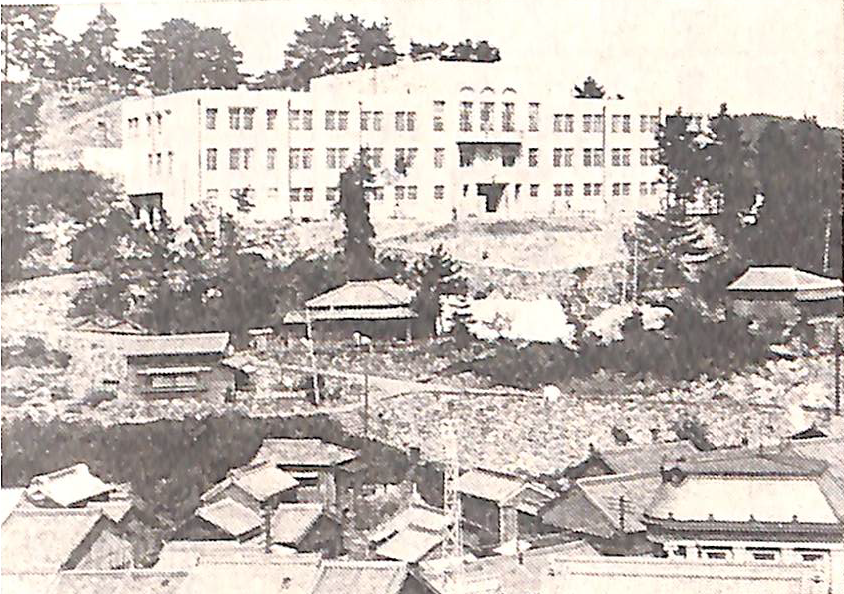
建設当時の鳥羽尋常高等小学校（1929年）

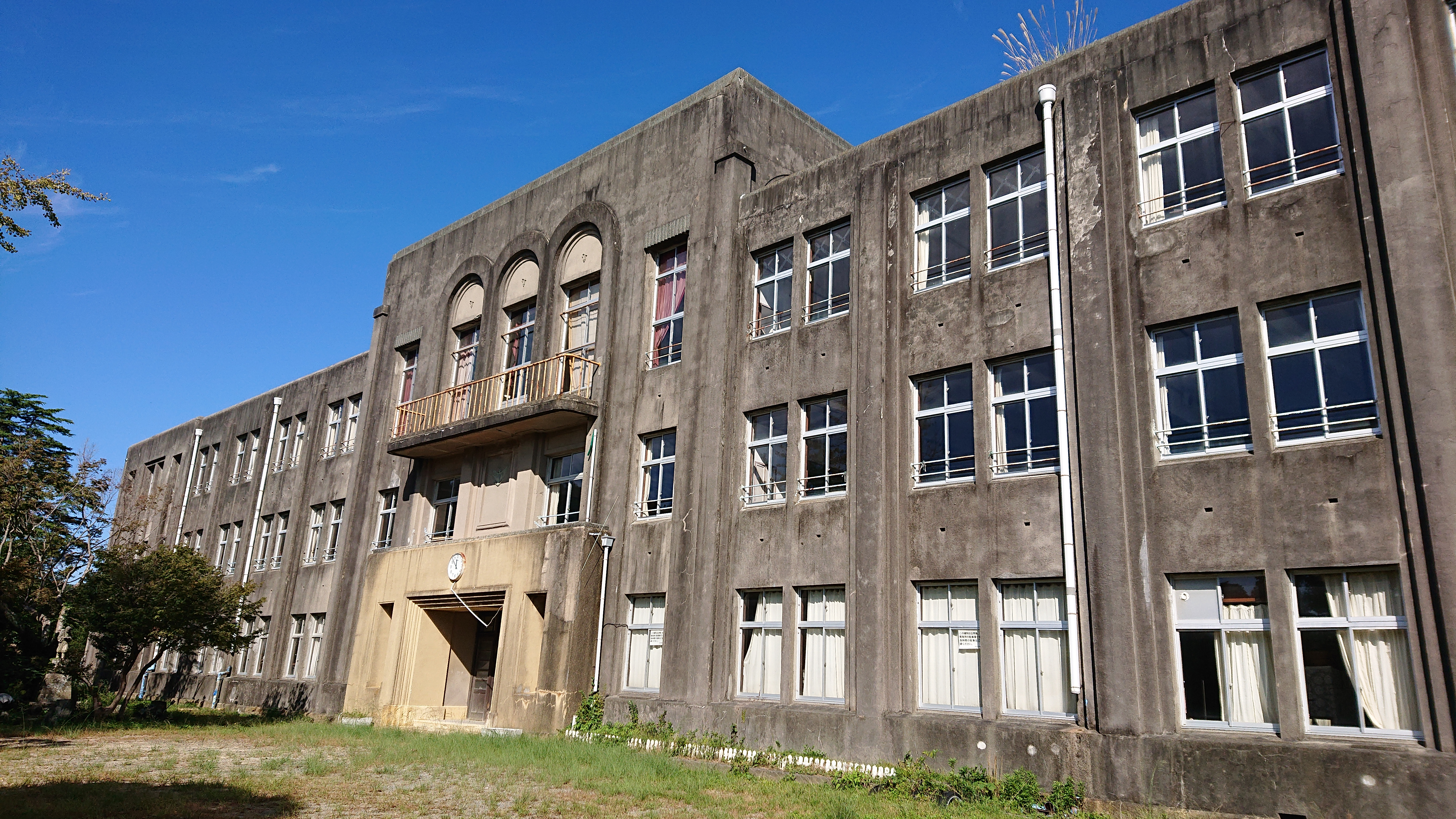
城山に現存する校舎（2019年）

1929年（昭和4年）9月3日、鳥羽城跡に建設された新校舎へ移転した。新校舎は御木本幸吉の助言と出資によって校舎としては三重県で初めて鉄筋コンクリート構造を採用し、清水栄二が設計し、西本組（現・三井住友建設）が施工した。総工費は257,349円88銭であった。新校舎には梨本宮守正王ら皇族の来校も多く、1929年（昭和4年）11月21日・11月22日には全国初等教育大会の会場となった。1931年（昭和6年）8月、夏季海浜学校を開設した。
1941年（昭和16年）4月、国民学校令により鳥羽国民学校に改称し、1944年（昭和19年）には校内に軍隊が駐屯することになった。運動場の一部を「決戦畑」として開墾し、校地内に防空壕を掘るなど戦時体制に移行し、1945年（昭和20年）8月の終戦を迎えた。この間、鳥羽出身の門野幾之進（千代田生命保険創業者）の息子である門野雄吉が「門野奨学資金靄渓賞」（靄渓は「あいけい」と読む）を創設し、優秀な児童の表彰を開始した。
終戦後の1947年（昭和22年）、学制改革により鳥羽町立鳥羽小学校に改称、アメリカ軍から放出された粉ミルクを使った給食を開始した。同年、鳥羽中学校（統合を経て鳥羽市立鳥羽東中学校）の創立により、校舎の一角を貸与し、1948年（昭和23年）には鳥羽中学校と鳥羽高等学校の校舎交換で、鳥羽小の一角に鳥羽高校が移転した。鳥羽高校は1949年（昭和24年）に独立校舎を獲得した。小学校教育の面では、1949年（昭和24年）に子供銀行の創設と中断していた水泳の復活、1950年（昭和25年）に三重県実験学校研究発表会の開催、1953年（昭和28年）に児童図書館の設置があった。
1954年（昭和29年）10月1日、鳥羽町が周辺7村と合併して鳥羽市となり、校名が鳥羽市立鳥羽小学校に改称した。1957年（昭和32年）5月2日、堅神分校を廃止し、本校へ統合した。1964年（昭和39年）頃、「門野奨学資金靄渓賞」は終了し、代わって1965年（昭和40年）からは靄渓奨学会が毎年学校図書館の図書購入費を寄付するようになった。当初は鳥羽小のみが対象であったが、1972年（昭和47年）には鳥羽市の全小中学校と幼稚園が対象となり、2006年（平成18年）に門野が死去するまで続いた。鳥羽小では門野の功績を讃え、「アイケイ文庫」を学校図書室に設けていた。
教育研究では、1967年（昭和42年）に東海北陸指定放送教育研究発表、1969年（昭和44年）に三重県特別指定事業研究発表、1972年（昭和47年）全国ティームティーチング研究大会発表（算数・体育）、1987年（昭和62年）に三重県性教育プロゼクト研究委嘱があった。この間、校舎は児童数の増加や老朽化への対応として改修工事が幾度も行われた。1999年（平成11年）2月7日、学校の主催で学校周辺の歴史遺産などを巡る親子ウォークラリー大会を開催した。
2002年（平成14年）12月、鳥羽市は校舎の改築を打ち出したが、その後の調査で設計者が清水栄二であることが判明し、PTAや同窓会からは校舎の保存とよりよい場所への移転を求める声が上がった。移転候補地は2004年（平成16年）に鳥羽一丁目、2005年（平成18年）に小浜町と二転三転した末、2006年（平成18年）3月に堅神町で決着した。そして2008年（平成20年）度の予算案に建設費6億5千万円が盛り込まれた。その後、建設費が1億3560万円不足することが判明し、補正予算が組まれた。この間、2007年（平成19年）3月に鳥羽市立小浜小学校の全児童が卒業したため休校に入り、新年度の入学予定者が鳥羽小への入学を希望したため、事実上鳥羽小に統合された。（小浜小の正式な廃校は2009年〔平成21年〕3月31日。）

### 堅神の校舎（2009-）
堅神町の新校舎は2008年（平成20年）12月までに完成し、冬休み期間を利用して備品などの移設作業を行い、2009年（平成21年）1月8日の3学期始業式から利用を開始した。この時点ではプールは未完成で、4月までに完成した。また小学校の移転と同時にかもめバスの原型となる小浜 - 鳥羽小学校間と鳥羽小学校 - ひだまり（鳥羽市保健福祉センター）間のコミュニティバスのテスト運行が始まった。
2009年（平成21年）3月、鳥羽市立坂手小学校（1875年〔明治8年〕12月開校）が休校となり、4月から児童は鳥羽小学校へ通うことになった。（坂手小の正式な廃校は2012年〔平成24年〕3月31日。）2010年（平成22年）1月15日に旧校舎が日本の登録有形文化財に登録を受けた。2017年（平成29年）3月には鳥羽市立桃取小学校（1876年〔明治9年〕2月開校）が閉校となり、鳥羽小へ統合した。
2023年（令和5年）に創立150周年を迎え、同年10月23日に創立記念式典で放映するための動画を旧鳥羽小学校の講堂で撮影した。2024年（令和6年）3月24日、150周年記念事業として、「俺たち、鳥羽人!」と題して、卒業生で宮内庁長官の西村泰彦と、鳥羽中・伊勢高校時代の同級生である鳥羽市教育長の小竹篤によるトークセッションを体育館で開催した。西村は、鳥羽城跡の旧校舎や、通学路にあった駄菓子屋の思い出を語った。

## 校舎
旧校舎については旧鳥羽小学校校舎を参照。
現校舎は2008年（平成20年）に完成し、堅神町特有の北西風と騒音対策を考慮した施設配置がなされた。校地の東端を紙漉川が流れ、北側に運動場を、南側に校舎と体育館を配置している。
体育館は内部を木目基調で仕上げ、鉄筋コンクリートと大断面集成材を用いて火災に備えている。校舎は日当たりを重視して、管理特別教室棟（管理棟）と6つの普通教室棟に分割され、中央に中庭を配した。管理棟は1階に昇降口、職員室、図書メディアセンター（図書室）、2階に理科室、音楽室、図工室、家庭科室がある。昇降口には、鳥羽市の地図をデザインした「鳥羽モニュメント」が飾られている。普通教室棟内部は、教室の仕切りを人数に応じて変更することができるようになっており、児童が集まれる畳敷きの談話コーナーが設けられた。校舎・体育館よりも遅れて完成したプールは25 m×5コースで、うち2コースが低学年用である。
このほか、鳥羽市の放課後児童クラブ「エンゼル・クラブ」が校地内に設置されている。

## 通学区域

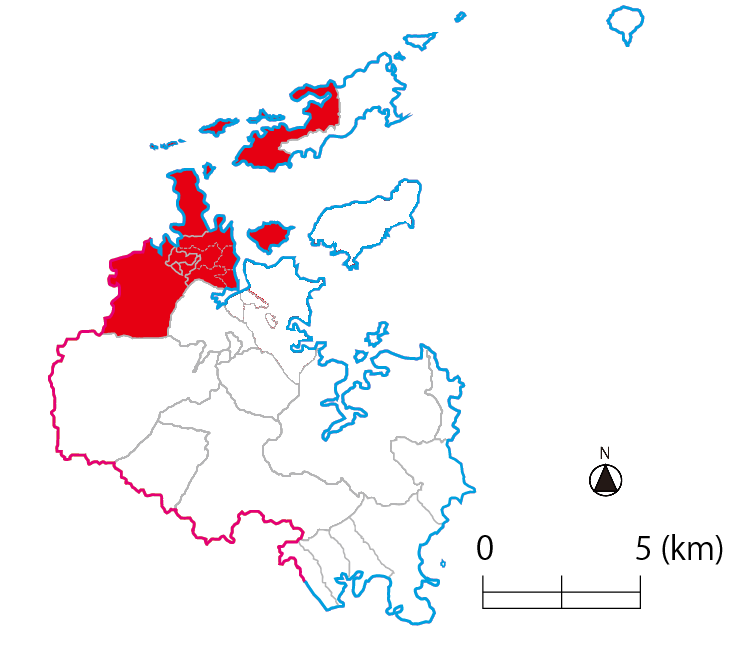
通学区域図

鳥羽市内の以下の町丁を学区とする。ただし、特別支援学級は市内全域。
離島の児童は、鳥羽市営定期船とかもめバスを乗り継いで通学している。
- 池上町
- 小浜町
- 堅神町
- 坂手町
- 鳥羽一〜五丁目
- 鳥羽町
- 桃取町
- 屋内町
- 船津町の一部（鉢ノ尻、落口、石代、小掛）※

※船津町のうち、鉢ノ尻、落口、石代は鳥羽市立加茂小学校との重複学区。

## 卒業生
- 梶井基次郎 - 作家[58]
- 西村泰彦 - 元・警視総監、元・内閣危機管理監[54]、宮内庁長官[53][54]